# Utila (kommun)
Utila är en kommun i Honduras.   Den ligger i departementet Departamento de Islas de la Bahía, i den norra delen av landet, 230 km norr om huvudstaden Tegucigalpa. Antalet invånare är 1 979. Utila ligger på ön Isla de Utila.